# 亚硒酸氢铯
亚硒酸氢铯是一种无机化合物，为铯的亚硒酸酸式盐，化学式为CsHSeO3。

## 制备
亚硒酸氢铯可以由亚硒酸铯和亚硒酸反应得到。

## 化学性质
亚硒酸氢铯加热(345-425 K)按下式分解：
2 CsHSeO3 → 2 Cs2Se2O5 + H2O

## 其它酸式盐
铯的亚硒酸盐还存在CsH3(SeO3)2和CsH5(SeO3)3。其中，CsH3(SeO3)2可由碳酸铯和二氧化硒在80℃的溶液中反应，冷却结晶得到。